# 位勢賽局
在賽局理論中，如果所有參與者改變策略的動機都可以使用稱為位勢函數的單一全局函數來表達，則稱該賽局為位勢賽局。這個概念起源於多夫·蒙德勒和劳埃德·沙普利1996 年的一篇論文。
此後研究了幾種類型的位勢賽局的特性。 賽局可以是序數或基數位勢賽局。在基數賽局中，在其他條件相同的情況下，每個玩家單獨改變策略的個體收益差異必須與位勢函數的值差異具有相同的值。 在序數賽局中，只要做到差異的符號相同就可以。
位勢函數是分析賽局平衡特性的有用工具，因為所有參與者的激勵被映射到一個函數中，並且可以通過定位勢函數的局部最優來找到純納許均衡的集合。

## 外部鏈接
- 伊沙伊·曼苏尔關於位勢賽侷的演講稿 Potential and congestion games （页面存档备份，存于）
- 胡·迪克森對合謀的不可避免性的非技術性論述Chapter 8, Donut world and the duopoly archipelago （页面存档备份，存于），Surfing Economics （页面存档备份，存于）